# سهره گلی پیشانی‌سرخ
سهره گلی پیشانی‌سرخ (نام علمی: Carpodacus puniceus) گونه‌ای از سهره‌های گلی از تیرهٔ سهرگان (Fringillidae) است. گاهی در سردهٔ تک‌نماد Pyrrhospiza قرار می‌گیرد. در افغانستان، بوتان، چین، هند، قزاقستان، نپال، پاکستان، روسیه، تاجیکستان و ترکمنستان یافت می‌شود. زیستگاه طبیعی آن توندرای کوهستانی است.